# Kamayari
Un kamayari (鎌槍, lance faucille) est une arme japonaise, associant kama, une faucille, et yari, une lance.